# Diecezja Ilagan
Diecezja Ilagan, diecezja rzymskokatolicka na Filipinach. Powstała w 1970 z terenu archidiecezji Tuguegarao.

## Lista biskupów
- Francisco Raval Cruces † (1970-1973)
- Miguel Gatan Purugganan † (1974-1999)
- Sergio Utleg (1999-2006)
- Joseph Nacua, OFM Cap. (2008-2017)
- David William Antonio (od 2018)